# Burg Neu-Montfort
Die Burg Neu-Montfort (oder Neumontfort) ist die Ruine einer mittelalterlichen Höhenburg bei Götzis in Vorarlberg.

## Geschichte
Das Wahrzeichen von Götzis wurde auf dem nordöstlichen Ausläufer des Therenberges über dem Dorf zwischen 1311 und 1319 durch die Grafen von Montfort erbaut.
Die erste urkundliche Nennung stammt aus dem Jahr 1319. Einige Jahrzehnte später verkauften sie ihre Herrschaft an die Habsburger, die somit im Jahre 1390 die Burganlage erwerben konnten.
Die Burg wurde während des Appenzellerkriegs (1405–1408) vom Bund ob dem See besetzt und als Stützpunkt verwendet. Damit gehört Neu-Montfort zu den wenigen Burgen, die von den Appenzellern nicht zerstört wurden.
Neu-Montfort ist eine einfach strukturierte Anlage. Die Burganlage bestand ursprünglich nur aus dem mächtigen, heute noch fünfstöckigen bergfriedartigen Wohnturm mit Hocheingang an der Nordostseite in der Höhe des zweiten Stocks sowie dem im Westen angebauten, aber größtenteils abgekommenen Palas.
Gegen Ende des 17. Jahrhunderts begann der Verfall, als 1693 der letzte hier wohnende Burgverwalter Ulrich Koch starb. Die Burgruine gehört heute der Gemeinde Götzis – die Ringmauer wurde 1970 sowie in den Jahren 1974/75 restauriert. 2020 wurde eine archäologische Grabung durchgeführt, bei der unter anderem mehrere verzierte Kacheln eines Kachelofens aus dem 15. bis 16. Jahrhundert gefunden wurden. Ebenso wurde der Keller des Palas gefunden und freigelegt.